# Gunde Rosenkrantz
Gunde Rosenkrantz, född den 2 december 1604, död den 2 december 1675, var en dansk adelsman, son till Holger Rosenkrantz, bror till Jørgen och Erik Rosenkrantz.
Rosenkrantz, som blev landsdomare i Skåne 1636 och riksråd 1653, författade dels uppbyggelseskrifter, dels historiska och politiska skrifter på latin. Bland de sistnämnda, som innehöll skarpa angrepp på Sverige (1644-45 och 1657-60), kan nämnas Speculum fidei danicæ et perfidiæ suedicæ (1659) och en vidlyftig motskrift mot Peter Julius Coyet (1660). 
Under första och andra krigen mot Sverige 1657–1660 uppsatte han på egen bekostnad ett regemente och deltog personligen 1659 i Köpenhamns försvar. Hans fosterländska sinnelag visade sig även i flera förslag till ändring av  styrelsen (bland annat genom att införa regeringskollegier efter svenskt mönster) samt förbättringar i härväsendet, sparsamhet i statshushållningen och lättnader i bondeståndets villkor. 
Efter regementsförändringen 1660 blev Rosencrantz kungligt råd och assessor i Højesteret, men då ekonomiska svårigheter, vållade av varjehanda oförsiktiga spekulationer, gjorde honom mindre lämplig för sistnämnda ämbete, rådde man honom att avsäga sig det. Han upptog detta som en grov kränkning och ett tecken till förföljelse samt begav sig 1664 till Sverige, där han nödtvunget och övergiven stannade till sin död.